# John Bailey (Fußballspieler, 1957)
John Anthony Bailey (* 1. April 1957 in Liverpool) ist ein ehemaliger englischer Fußballspieler. Der linke Außenverteidiger kam über den Umweg Blackburn Rovers 1979 zum FC Everton und gewann dort 1984 den englischen Pokal, bevor er in der Saison 1984/85 vor dem Gewinn des „Doubles“ aus englischer Meisterschaft und Europapokal der Pokalsieger von Pat Van Den Hauwe aus der Stammelf verdrängt wurde. Letzte Stationen bis zu seinem Karriereende 1991 waren Newcastle United und Bristol City.

## Sportlicher Werdegang

### Blackburn Rovers (1975–1979)
Bailey kam in der Saison 1975/76 zu seinen ersten Pflichtspieleinsätzen in der ersten Mannschaft der Blackburn Rovers. Die Rovers waren im Jahr zuvor aus der dritten Liga in die Zweitklassigkeit zurückgekehrt und nach seinem Debüt am 19. August 1975 im Ligapokal gegen Preston North End (0:2) lief er am 24. Februar 1976 erstmals gegen den FC Blackpool (1:1) in einer Meisterschaftspartie auf. Schneller als erwartet eroberte sich der „Lockenkopf“ dann auf der linken Außenverteidigerposition einen Stammplatz, was auch an den finanziellen Zwängen lag, denen sich die Rovers im Sommer 1976 konfrontiert sahen. Folge war, dass neben neu verpflichteten Talenten wie Andy Needham und Bobby Mitchell auch der Fokus auf dem eigenen Nachwuchs lag, wovon unter anderem Bailey ab der Saison 1976/77 profitierte.
In den drei Jahren bis zum Ende der Spielzeit 1978/79 war er mit insgesamt 114 Ligapartien „Dauerbrenner“ auf seiner Position und gefiel dabei gleichsam durch Offensivdrang und Zweikampfstärke. Der einzige Treffer während seiner Profizeit in Blackburn gelang ihm am 19. November 1977 beim 3:1-Sieg gegen Mansfield Town. Enttäuschend endete sein Engagement im Frühjahr 1979 mit dem Abstieg in die dritte Liga und eine der ersten Amtshandlungen des neuen Spielertrainers Howard Kendall war, den für Erstligavereine interessanten Bailey zu Geld zu machen. So wechselte dieser schließlich im Juli 1979 für eine Ablösesumme von 300.000 Pfund zum FC Everton in die englische Eliteklasse.

### FC Everton (1979–1985)
Unter Trainer Gordon Lee verpasste er bei seinem neuen Verein in der Saison 1979/80 nicht ein einziges Pflichtspiel; damit verhalf er den „Toffees“ zum knappen Klassenerhalt. Nach einem zweiten Jahr und einer weiteren Platzierung im unteren Tabellensektor fiel er in der Saison 1981/82 bei dem neuen Trainer Howard Kendall – der ihn zwei Jahre zuvor nach Everton verkauft hatte – zunächst in Ungnade, bevor er sich seine Position in der Spielzeit 1982/83 zurückeroberte und an dem nun folgenden Aufwärtstrend der Mannschaft maßgeblichen Anteil hatte. Vorläufiger Höhepunkt war dabei im Mai 1984 der Gewinn des FA Cups, in dessen Finale Bailey mit seinen Mannen den FC Watford mit 2:0 besiegte.
Im Oktober 1984 verpflichtete der FC Everton den Waliser Pat Van Den Hauwe, der sich sofort die Linksverteidigerposition sicherte und Bailey dabei im weiteren Verlauf der Meistersaison 1984/85 außen vor blieb. Die 15 Ligaeinsätze sollten dennoch für den offiziellen Erhalt einer Meistermedaille ausreichen. Auch in den entscheidenden Partien auf dem Weg zum Gewinn des Europapokals der Pokalsieger war Bailey nach vier Einsätzen in den beiden ersten Runden gegen UC Dublin (0:0; 1:0) und Inter Bratislava (1:0; 3:0) nicht mehr vertreten. Kurze Zeit später verließ Bailey, der stets Publikumsliebling und „Stimmungskanone“ in der Kabine des FC Everton gewesen war, den Klub im Oktober 1985 in Richtung des Ligakonkurrenten Newcastle United.

### Karriereausklang (1985–1991)
Bei den „Magpies“ fand Bailey in der Saison 1985/86 zunächst wieder zu regelmäßigen Einsätzen auf der angestammten Position zurück, kam auf 28 Ligaspiele. Diesen ließ er acht weitere Auftritte zu Beginn der anschließenden Spielzeit 1986/87 folgen, bevor er seinen Platz an Kenny Wharton verlor. Bis zum Ende der Saison 1987/88 war er nur noch viermal – davon dreimal zu Beginn der Runde in der Startelf – dabei und musste letztlich in der Hackordnung neben Wharton auch noch Brian Tinnion sowie John Cornwell passieren lassen. Im September 1988 heuerte er dann beim gleich zwei Spielklassen tiefer agierenden Klub Bristol City an.
Ab Mitte Oktober 1988 eroberte sich Bailey von Russell Bromage dort den Stammplatz auf der linken Abwehrseite und binnen zweier Jahre gelang ihm mit den „Robins“ über die Vizemeisterschaft der Aufstieg in die zweite Liga. Dort fand der Verein in Martin Scott ab Dezember 1990 eine fast elf Jahre jüngere Alternative für Bailey, der sich mit nur sieben Ligaeinsätzen in seiner letzten Profisaison 1990/91 vom aktiven Sport zurückzog.
Bis 1993 arbeitete er danach als Jugendtrainer des FC Everton.

## Titel/Auszeichnungen
- Englische Meisterschaft (1): 1985
- Englischer Pokal (1): 1984
- Charity Shield (2): 1984, 1985